# 陈昕
陈昕（510年代—548年），字君章，义兴郡国山县（今江苏省宜兴市）人，南朝梁名将陈庆之第五子，本人亦为将。死于侯景之乱。

## 生平
七岁能骑射。中大通元年（529年），陈庆之北伐杀入北魏都城洛阳，陈昕随父进入洛阳，因病回到南梁都城建康，拜访鸿胪卿朱异。朱异问他北方事，他堆土画城作指挥状，朱异很惊奇。
大同四年（538年），为邵陵王萧纶常侍、文德主帅、右卫仗主，奉敕助防义阳。陈庆之围攻北魏悬瓠，北魏骁将豫州刺史尧雄兄子尧宝乐很勇敢，要求单骑交战，陈昕跃马直取之，尧雄溃败，梁军因而攻陷悬瓠。六年（540年），除授威远将军、小岘城主，后因公事免官。十年（544年），妖贼王勤宗在巴山郡起事，朝廷以陈昕为宣猛将军，假节讨之。平定王勤宗后，陈昕被除授阴陵戍主、北谯郡太守，因病不赴任。又除授骠骑外兵，后历任白马游军主、临川郡太守。

### 勤王遇害
太清二年（548年）八月，大将军、都督河南南北诸军事、大行台、南豫州牧、河南王侯景起兵作乱，九月，攻历阳，梁武帝下敕召还陈昕。十月，诏遣外甥宁远将军王质率众三千巡江防御。侯景想渡江，担心为王质所阻拦，派间谍察看。正好陈昕写信称：“采石急须重镇，王质水军轻弱，恐怕不能有所补益。”梁武帝调走王质，以陈昕为云旗将军，代为戍守采石。王质离开采石，而陈昕还未到。侯景通过间谍得知王质已退，就渡江到采石。陈昕奉命率所部在城外巡防，不得入内守城，打算奔往京口，被侯景擒获。侯景殷勤待他，和他饮酒，说：“我到这里得到卿，其他人不能做什么了。”让他收集部曲为自己所用，陈昕不肯，侯景命仪同三司范桃棒囚禁他。陈昕趁机说服范桃棒率所部袭杀侯景部下行台左丞王伟、部将宋子仙，再去建康投降。范桃棒写信射入建康城中，再秘密派陈昕趁夜吊绳入城。梁武帝大喜，但皇太子萧纲担心有诈，犹豫不决。范桃棒又派陈昕写信说：“现在仅带所领五百人，如果到城门，都自己脱甲，乞求朝廷开门赐容。事成之后，保证擒侯景。”萧纲见其恳切，愈发生疑。后来范桃棒被部下告发，被侯景处死。陈昕不知，如期出城接应，被侯景擒住，侯景逼他射书入城中称“范桃棒且轻将数十人先入”，想以着甲胄的士兵随之而入，陈昕宁死不肯，于是侯景杀之。

## 观点
汪习波《庾信<哀江南赋>中的萧纲叙述》指出，萧纲忌惮萧纶，不愿其立功，陈昕曾任萧纶常侍，故萧纲对其不信任，在采石失守后不让陈昕入城守备，才使得陈昕在成为游军后被擒。